# Energetika
Energetika ist ein kostenloses Browsergame, welches zusätzlich auch als Offline-Version zur Verfügung steht.

## Spielziel
Ziel des Strategiespiels ist es, als Energieminister für eine nachhaltige Stromversorgung für die nächsten 40 Jahre zu sorgen. Darüber hinaus bietet das übergeordnete Portal Informationen über technische, gesellschaftliche und wirtschaftliche Zusammenhänge der Energieversorgung. Das Spiel ist für den Einsatz im Unterricht konzipiert.

## Wettbewerb Energetika 2010
Der Wettbewerb Energetika 2010 war in zwei Phasen unterteilt, die zusammen ca. 11.000 Teilnehmer hatten:
- Einzelwettbewerb – bei diesem galt es, am 24. September unter den drei Bestplatzierten des Gesamthighscores zu sein.

Die ausgeschriebenen Preise waren:
1. Preis: Reise für zwei Personen zum weltgrößten Photovoltaik-Kraftwerk in Beneixama, Spanien, inkl. Flug und zwei Übernachtungen.
2. Preis: Reise nach Greifswald zur Besichtigung des Fusionsreaktors Wendelstein 7-X inkl. Anreise und zwei Übernachtungen.
3. Preis: Reise für zwei Personen zum Windpark nach Bremerhaven inkl. Anreise und einer Übernachtung.
Hinzu kamen während der Projektphase diverse Preise für die Sieger jedes Monats.
Bundessieger wurde der Schüler des Hölderlin-Gymnasiums Andrés Gvirtz, dessen Energiemix inbs. auf Wasserkraftwerke aufbaute.
- Schulduell[7] – dieses unterschied sich nicht in der Aufgabenstellung, sondern dadurch, dass nun nur noch Schüler, welche zwischen dem 25. September und 3. Oktober stellvertretend für ihre Schule spielten, teilnahmeberechtigt waren. Im Unterschied zum Einzelwettbewerb bestand für Studenten keine Gewinnchance mehr. Die Preise und Gewinner waren wie folgt:

Platz 1 mit 400 Euro Preisgeld: Hölderlin-Gymnasium in Heidelberg (Baden-Württemberg)
Platz 2 mit 300 Euro Preisgeld: Gymnasium Miesbach (Oberbayern)
Platz 3 mit 200 Euro Preisgeld: Realschule Althengstett (bei Stuttgart, Baden-Württemberg)

## Entwicklung und Preise
Entwickelt wurde es auf Initiative des Bundesministeriums für Bildung und Forschung von der Stuttgarter Gesellschaft für Kommunikations- und Kooperationsforschung Dialogik GmbH in Kooperation mit der Universität Stuttgart, dem Forschungszentrum Jülich, dem Deutschen Zentrum für Luft- und Raumfahrt sowie anderen Wissenschaftseinrichtungen. 2011 erhielt es den deutschen Computerspielpreis in der Kategorie Bestes Serious Game.